# ENCSARP
Los extranjeros no comunitarios sin autorización de residencia permanente (abreviados ENCSARP), en España, son aquellas personas que residen en España sin tener la nacionalidad española ni la de ningún otro Estado de la Unión Europea y que no disponen de una autorización de residencia permanente expedida por la Dirección General de la Policía, por lo que deben acudir a sus respectivos ayuntamientos para renovar su inscripción en el padrón municipal cada dos años, de acuerdo con la Ley Orgánica 14/2003, de 20 de noviembre.
El procedimiento tanto para los ayuntamientos como para los ciudadanos afectados para dar cumplimiento a esta ley figura en la Resolución de 28 de abril de 2005 de la presidenta del Instituto Nacional de Estadística y del director general de Cooperación Local (BOE de 30 de mayo de 2005). En concreto se establece que la renovación de la inscripción padronal exige un acto expreso mediante el cual el ciudadano manifieste su voluntad de renovar la inscripción.
La norma afecta a todas las personas extranjeras no comunitarias sin autorización de residencia permanente, incluidos los menores de edad, que deben renovar su inscripción a través de sus padres o representantes legales.
En cambio, el término NO-ENCSARP hace referencia a todos los ciudadanos extranjeros residentes en España que no están obligados a renovar su inscripción padronal, por ser ciudadanos de los Estados miembros de la Unión Europea y de otros Estados parte en el Acuerdo sobre el Espacio Económico Europeo, de otros Estados distintos a los anteriores con Tarjeta de Residencia de Régimen Comunitario o con Autorización de Residencia Permanente. Conforme a la propuesta de actuaciones del 27 de junio de 2008 del Consejo de Empadronamiento, estos ciudadanos deben confirmar periódicamente su residencia.